# プロ野球BOXシート
『プロ野球BOXシート』（プロやきゅうボックスシート）は、1985年7月5日から同年9月27日まで日本テレビ系列局で放送されていた日本テレビ製作のスポーツニュース番組である。放送時間は毎週金曜 22:00 - 22:51 （日本標準時）。

## 概要
プロ野球専門の情報番組。日本テレビの野球番組であるが、巨人戦以外の試合情報もあまさずに伝えていた。
プロ野球ペナントレースの途中からの放送となったがこれは、前番組の『SHARPワールドクイズ・カンカンガク学』が同年9月終了予定が3ヶ月早めて同年6月に打ち切られ、同年10月から『水曜ロードショー』から放送日を移動して『金曜ロードショー』を開始するまでのつなぎとして編成されたのがこの番組である。このようなつなぎの番組にスポーツニュースを充てたことは、放送当時極めて珍しかった。
同局のプロ野球ナイター中継は、当時最大延長30分の延長放送を始めたばかりだった。そのため同局では、試合終了または22時台も試合継続中の巨人戦の話題を中心に『NNNきょうの出来事』の前のスポーツニュースよりも早く届けようと企画された。先述の通り巨人戦以外の試合情報も（取材を含めて）放送された。
いずれも1983年スタートし翌年終了した同局の『サンデースポーツ9』やテレビ朝日の『速報!TVスタジアム』と編成面では似ているがプロ野球以外の競技も取り上げるなど構成面では異なっていた。
森田と菅家は、スポーツニュースのキャスターは、ともに初挑戦だった。
また、前番組のスポンサーであるシャープのCM秒数が270秒から60秒に縮小したことからシャープ以外の番組スポンサーを初めから探さなくてはならなかった。
22:51で番組が終了しているのは、前番組同様番組が終了した後、絵画や彫刻の製作や手仕事にスポットを当てた『手の心』（ヤナセの一社提供）を放送していたためである。

## 出演者
- キャスター
  - 森田健作[1]
  - 菅家ゆかり（当時日本テレビアナウンサー）[1]
- コメンテーター
  - 青田昇
  - 平田翼